# Canon EOS-1Ds Mark III
Canon EOS-1Ds Mark III – profesjonalna lustrzanka cyfrowa japońskiej firmy Canon z serii EOS. Jej premiera miała miejsce 20 sierpnia 2007 roku. Posiada pełnowymiarową matrycę CMOS o szerokości 35 mm i rozdzielczości 21,1 megapikseli. W wyposażeniu aparatu znajduje się 3-calowy ekran LCD z trybem Live View. Jej poprzednikiem jest Canon EOS-1Ds Mark II.